# A49-es autópálya (Németország)
Az A49-es autópálya (németül: Bundesautobahn 49) egy autópálya Németországban. Hossza 87 km.